# Saint Houardon
Saint Houardon est un saint breton, aussi saint catholique plus ou moins mythique, de son vivant évêque de Léon.

## Hagiographie

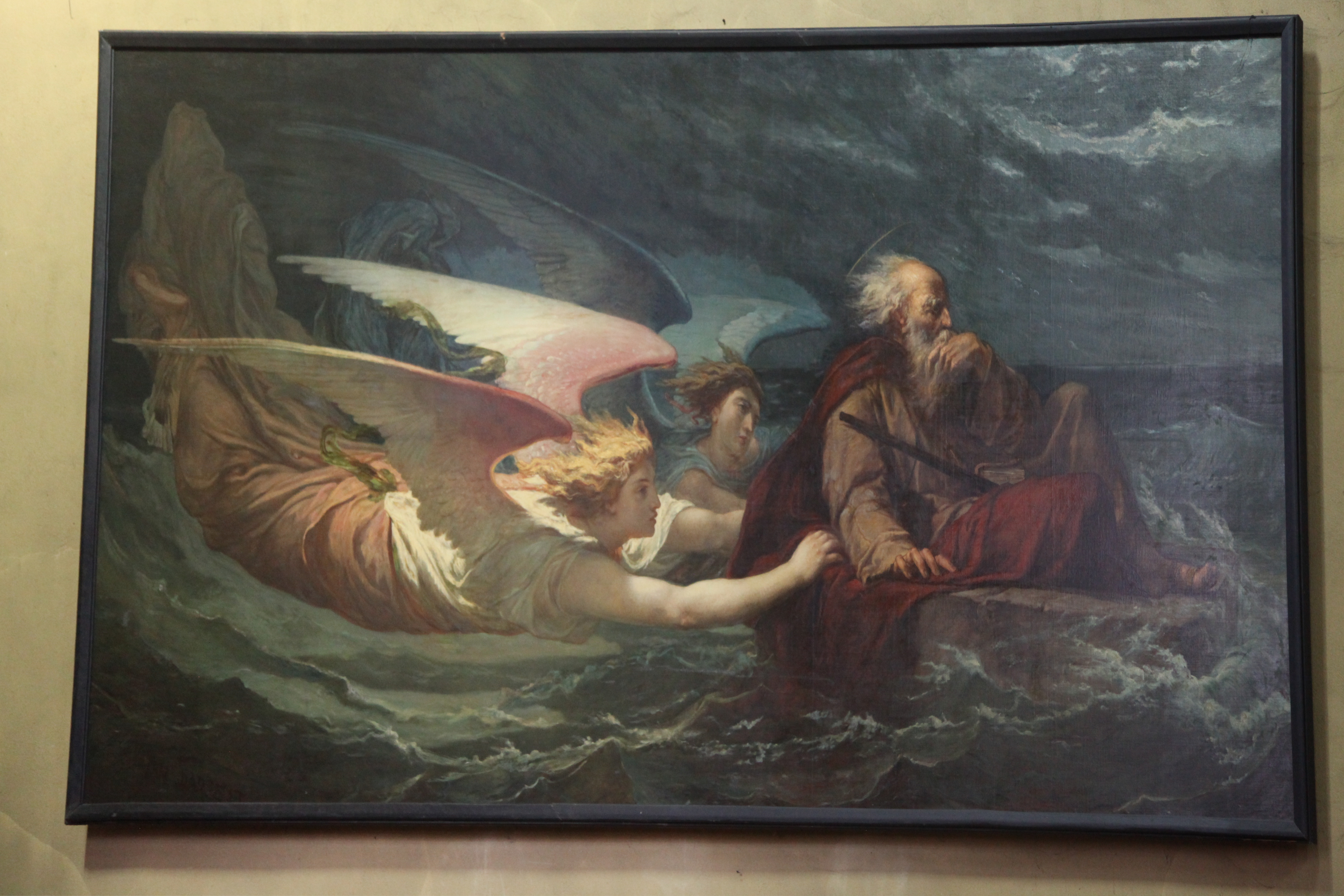
Saint Houardon dans l'église Saint-Houardon à Landerneau, par Yan' Dargent

Futur évêque de Léon, Houardon, moine venu de Bretagne insulaire, aurait abordé en Armorique, au nord de l’actuelle paroisse de Plouescat. Il aurait établi son premier ermitage à Landerne-Vihan en Plouescat, puis passant par la cité gallo-romaine de Vorganium située à Kérilien dans la paroisse actuelle de Plounéventer, il descend vers le passage de l’Aulne, là où se développera la partie léonarde de la ville de Landerneau dont il deviendra le saint patron. Il installe un établissement monastique non loin de l’ermitage de Conogan.
C’est lui qui ordonnera Hervé, avec qui il participera au synode du Menez Bré, où sera condamné Conomor. Comme Hervé, Houardon est réputé pour l’intensité de ses prières qui le conduisent à des visions célestes.
Représenté à Landerneau voguant dans une auge de pierre, il est notamment prié par les marins.

## Culte

### Évêché de Léon
- saint patron de la paroisse de Landerneau, laquelle porte son nom ; la « fontaine goz »lui était primitivement dédiée[réf. nécessaire] ;
- titulaire de la chapelle de Lanhouardon à Plabennec ;
- la paroisse de Plounéventer eut un village appelé St-Houardon.

### Évêché de Quimper
- saint patron de la paroisse de La Feuillée ; sa statue est présente dans l'église.

### Évêché de Tréguier
- dans la paroisse de Camlez ont existé une chapelle et une fontaine Saint-Houardon.

## Divers
Saint-Houardon est le saint patron du groupe des Scouts et Guides de France de la ville de Landerneau.
Le foulard est vert avec un liseré blanc.